# Mamula
Mamula je mali otok na ulazu u Boku kotorsku.
Nalazi se u između poluotoka Luštice i Prevlake; 3 do 4 nautičke milje od Herceg Novog. Skoro je pravilnog kružnog oblika, promjera 200 m i visine 16 m. 

## Povijest
Mamula se u pomorskim kartama naziva Lastavica, a postoji i naziv Velika (Vela, Velja) Žanjica. Dragutin Franić ga spominje imenom Žanjica na kojem se nalazi utvrda Mamula.
Na otoku se nalazi tvrđava koju je sredinom 19. stoljeća izgradio austro-ugarski general Lazar Mamula. Tijekom oba svjetska rata služila je kao zatvor.
Otok je nakon raspada SFRJ bio spominjan u kontekstu spora između Savezne Republike Jugoslavije i Hrvatske. Prema izjavama hrvatskog znanstvenika Igora Legaza, od 1838. upisan u katastar crnogorske općine Radovanići.

## Otok Mamula u popularnoj kulturi
Godine 2014. na njemu je snimljen horor film Mamula (Nympha) u režiji Milana Todorovića u kojem su glavne uloge odigrali Kristina Klebe, Natalie Burn, Dragan Mićanović, Miki Krstović, Franco Nero, Slobodan Stefanović i Sofija Rajović.

## Vanjske poveznice
|  | Zajednički poslužitelj ima još gradiva o temi Mamula |